# Uli Steigberg
Ulrich „Uli“ Steigberg (* 8. Februar 1923 in Bad Tölz; † September 1987 in München) war ein deutscher Schauspieler.

## Leben
Uli Steigberg wuchs in seiner Heimatstadt und in München auf und nahm nach dem Abitur drei Jahre lang Schauspielunterricht, u. a. bei Axel von Ambesser. Seine Prüfung legte er bei Gustaf Gründgens ab. 1946 debütierte er an den Münchner Kammerspielen und war später überwiegend an bayerischen Bühnen beschäftigt. Engagements führten ihn bis in die 1980er Jahre hinein aber auch an die Bühnen der Landeshauptstadt Kiel, ans Intime Theater in Hamburg oder die Landesbühne Hannover. Steigberg spielte in unterschiedlichen Stücken wie z. B. Antigone von Jean Anouilh (an der Seite von Bernhard Minetti), in den Zuckmayer-Stücken Des Teufels General und Der Hauptmann von Köpenick, in Franz Xaver Kroetz’ Stallerhof oder in Waldfrieden von Ludwig Thoma. In dieser Inszenierung, die in der Spielzeit 1983/84 im Theater am Platzl in München lief, führte Steigberg auch Regie.
Ab 1951 war Uli Steigberg umfangreich für Film und Fernsehen tätig, allerdings überwiegend in Nebenrollen. In den 1950er Jahren spielte er in diversen Heimatfilmen wie z. B. Die Mühle im Schwarzwäldertal, Die Fischerin vom Bodensee oder Wetterleuchten um Maria. In dem Pater-Brown-Film Er kann’s nicht lassen mit Heinz Rühmann als klerikalem Hobbydetektiv sah man Steigberg als zwielichtigen Verwalter Oliver Lynn. In den 1960er Jahren wirkte er darüber hinaus in zahlreichen Serien wie Funkstreife Isar 12, Die fünfte Kolonne oder Kommissar Freytag mit. Ab 1970 agierte Steigberg in einigen belanglosen Sexfilmen, aber auch mehrfach im Königlich Bayerischen Amtsgericht, in einigen Tatort-Folgen sowie in Der Alte und später auch in Derrick. Seine letzte Rolle spielte er in einer Folge von Meister Eder und sein Pumuckl, die allerdings erst nach seinem Tod ausgestrahlt wurde und in der er von Bruno W. Pantel synchronisiert wurde.
Auch als Sprecher in Hörspielen war Uli Steigberg tätig, so u. a. in Maigret und der gelbe Hund von Georges Simenon oder in der 1968 entstandenen Produktion Fingerabdrücke lügen nicht.

## Filmografie
- 1951: Die Martinsklause
- 1952: Heimatglocken
- 1953: Junges Herz voll Liebe
- 1953: Die Mühle im Schwarzwäldertal
- 1953: Die Nacht ohne Moral
- 1953: Der unsterbliche Lump
- 1955: Der Fischer vom Heiligensee
- 1955: Der Frontgockel
- 1956: Die Fischerin vom Bodensee
- 1957: Die Prinzessin von St. Wolfgang
- 1957: Wetterleuchten um Maria
- 1957: Jägerblut
- 1958: Die Bernauerin
- 1959: Heiße Ware
- 1960: Der Gauner und der liebe Gott
- 1960: Hamlet, Prinz von Dänemark
- 1961: Funkstreife Isar 12 – Halt oder ich schieße!
- 1962: Verrückt und zugenäht
- 1962: Funkstreife Isar 12 – Hausmittel wirken Wunder/Isar an alle...
- 1962: Er kann’s nicht lassen
- 1962: Hauptgewinn: 6
- 1963: Die fünfte Kolonne – Das gelbe Paket
- 1963: Funkstreife Isar 12 – Polizeialarm
- 1964: Die fünfte Kolonne – Schattenspiel
- 1964: Kommissar Freytag – Mit Bewährungsfrist
- 1965: Alarm in den Bergen – Ein Toter als Zeuge
- 1965: Die Banditen vom Rio Grande
- 1966: Kommissar Freytag – 1:0 für Frankfurt
- 1967: Das Kriminalmuseum – Die Kiste
- 1967: Von null Uhr eins bis Mitternacht – Mrs. Donners Schmuck
- 1967: Der Röhm-Putsch
- 1968: Der Glockenstreik
- 1969: Kurzer Prozeß
- 1969: Ende eines Leichtgewichts
- 1969–1971: Königlich Bayerisches Amtsgericht (Fernsehserie, 6 Folgen)
- 1970: Komm nach Wien, ich zeig dir was!
- 1970: Die seltsamen Methoden des Franz Josef Wanninger – Österreich 9 Zinnober Merkur
- 1970: Josefine Mutzenbacher
- 1970: Deep End
- 1970: Königlich Bayerisches Amtsgericht – Die Vergiftung/Der anonyme Brief
- 1971: Gestern gelesen – Strafe verbüßt
- 1971: Mache alles mit
- 1971: Schüler-Report
- 1971: Der neue Hausfrauen-Report
- 1971: Königlich Bayerisches Amtsgericht – Der Wilderer
- 1972: Schulmädchen-Report. 3. Teil: Was Eltern nicht mal ahnen
- 1972: Pater Brown – Der geflügelte Dolch
- 1973: Das Familienfest
- 1973: Schulmädchen-Report. 6. Teil: Was Eltern gern vertuschen möchten
- 1973: Okay S.I.R. – Eine zündende Idee
- 1973: Schloß Hubertus
- 1974: Wenn die prallen Möpse hüpfen
- 1974: Tatort: 3:0 für Veigl (Fernsehreihe)
- 1975: Münchner Geschichten – Ois anders
- 1975: Schulmädchen-Report. 9. Teil: Reifeprüfung vor dem Abitur
- 1975: Berlinger
- 1975: Tatort: Als gestohlen gemeldet
- 1976: Das Brot des Bäckers
- 1977: Der Alte – (Folge 3: Der Alte schlägt zweimal zu)
- 1977: Die Jugendstreiche des Knaben Karl
- 1978: Tatort: Schlußverkauf
- 1978: Der Alte – (Folge 22: Marholms Erben)
- 1979: Der ganz normale Wahnsinn – Elftes Kapitel
- 1979: Achtung Kunstdiebe – Mike macht’s möglich
- 1979: Tödliche Botschaft (The Lady Vanishes)
- 1981: Trokadero
- 1981: Polizeiinspektion 1 – Einrichtungshaus Franke
- 1981: Kursaison im Dirndlhöschen
- 1983: Monaco Franze – Der ewige Stenz – Abgestürzt
- 1983: Magdalena
- 1984: Derrick – (Folge 116: Ein Mörder zu wenig)
- 1985: Seitenstechen
- 1989: Meister Eder und sein Pumuckl – Pumuckl geht ans Telefon